# Onslunda
Onslunda egy település Tomelilla községben, Skåne megyében, Svédországban, 2010-ben 490 lakossal. Körülbelül 10 kilométerre fekszik Tomelillától északkeletre.